# コーリー・フリン
コーリー・フリン（Corey Flynn 1981年1月5日 - ）は、ニュージーランド出身のラグビー選手。ポジションはフッカー(HO)。

## 人物
1981年1月5日、ニュージーランド、インバーカーギルで生まれる。身長184cm、体重108kg。

## キャリア
サウスランド・ボーイズハイスクール在学中の1997年、16歳以下ラグビーニュージーランド代表に選出、翌1998年にセカンダリースクール（日本でいう中高一貫システム）代表に選出される。
2000年に19歳以下の代表、2001年にはニュージーランド・コルツに選出。
2002年、ニュージーランド州代表選手権（現ITM CUP）のサウスランド州代表チームに入り、1年後の2003年にカンタベリーに移籍。
同年開催のラグビーワールドカップオーストラリア大会で、オールブラックスにサプライズ初選出(それまで代表フッカーを務めていたアントン・オリバーは落選)される。
2004年、スーパー14(現スーパーラグビー)のクルセイダーズに入る。
2002年 - 2005年、代表の下のカテゴリーのニュージーランドマオリに選出、2006年のジュニア・オールブラックスではキャプテンとして出場。
2014年、フランス選手権トップ14のスタッド・トゥールーザンに移籍。
フリンの父とおじ二人もサウスランド州のラグビー選手で、おじの一人ロビー・フリン(Robbie Flynn)はアメリカへ渡りラグビーを、 もう一人のアーロン・フリン(Aaron Flynn)は1998年 - 2002年、クルセイダーズでプレー。

## リンク
- Crusaders Profile
- All Blacks ID=1036